# Rhescyntis gigantea
Rhescyntis gigantea är en fjärilsart som beskrevs av Eugène Louis Bouvier 1930. Rhescyntis gigantea ingår i släktet Rhescyntis och familjen påfågelsspinnare. Inga underarter finns listade.